# منحنى السلسلة

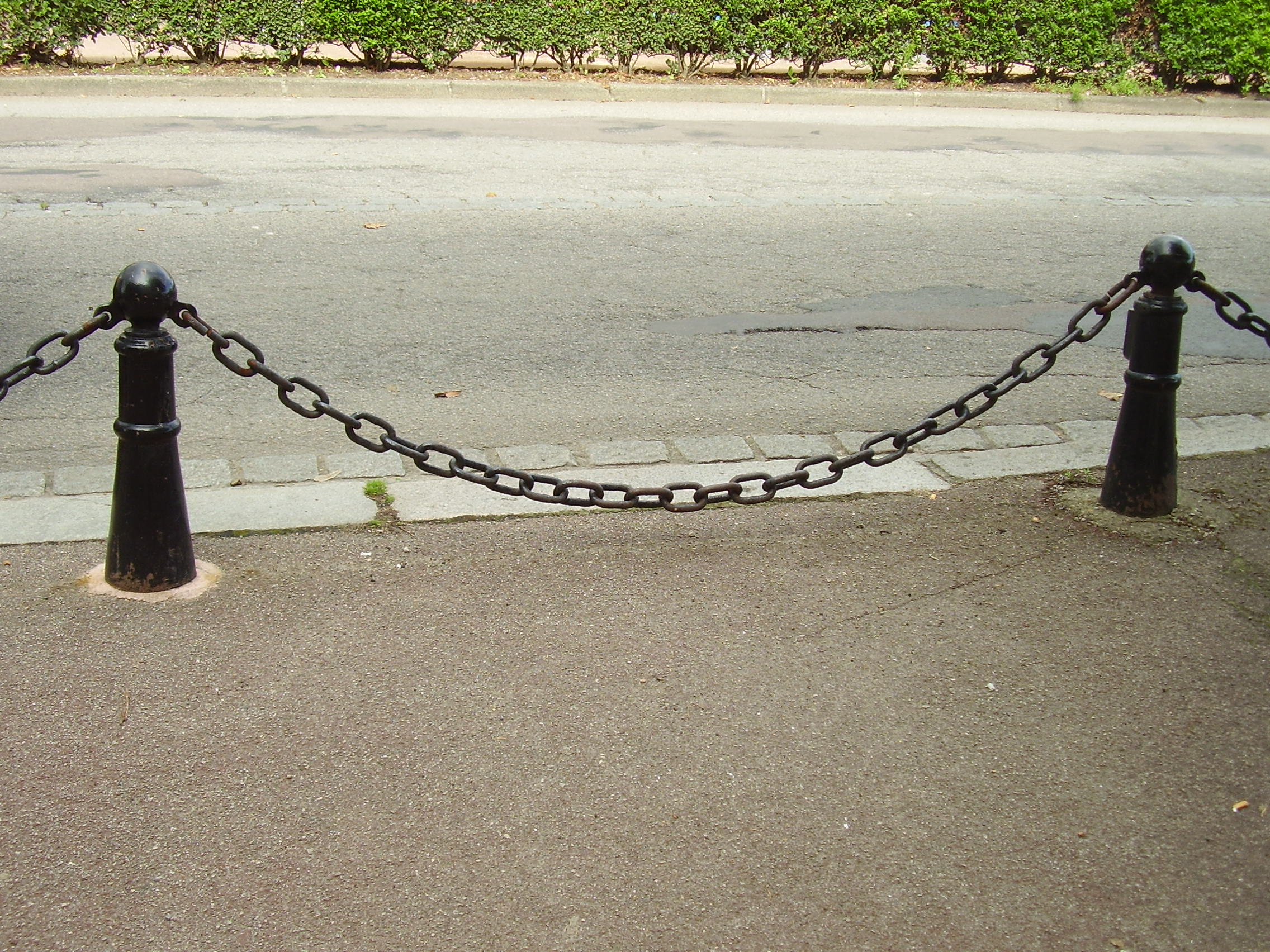
سلسلة معلقة من النقاط تشكل منحنى السلسلة.

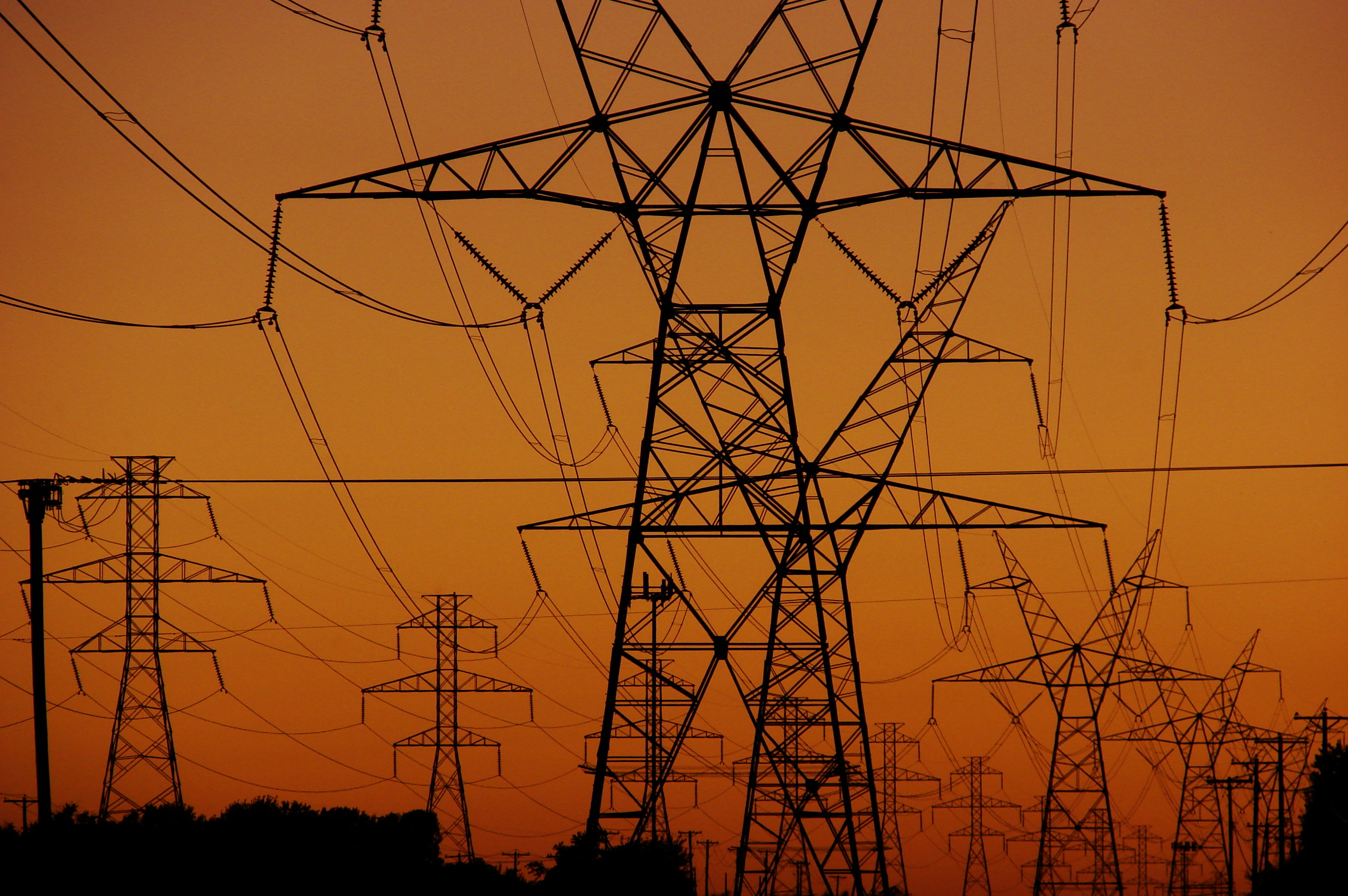
تشكل خطوط الكهرباء العلوية المعلقة بِحُرية أيضًا منحنى السلسلة (يظهر بشكل بارز مع خطوط الجهد العالي، ومع بعض التشوه بالقرب من العوازل).

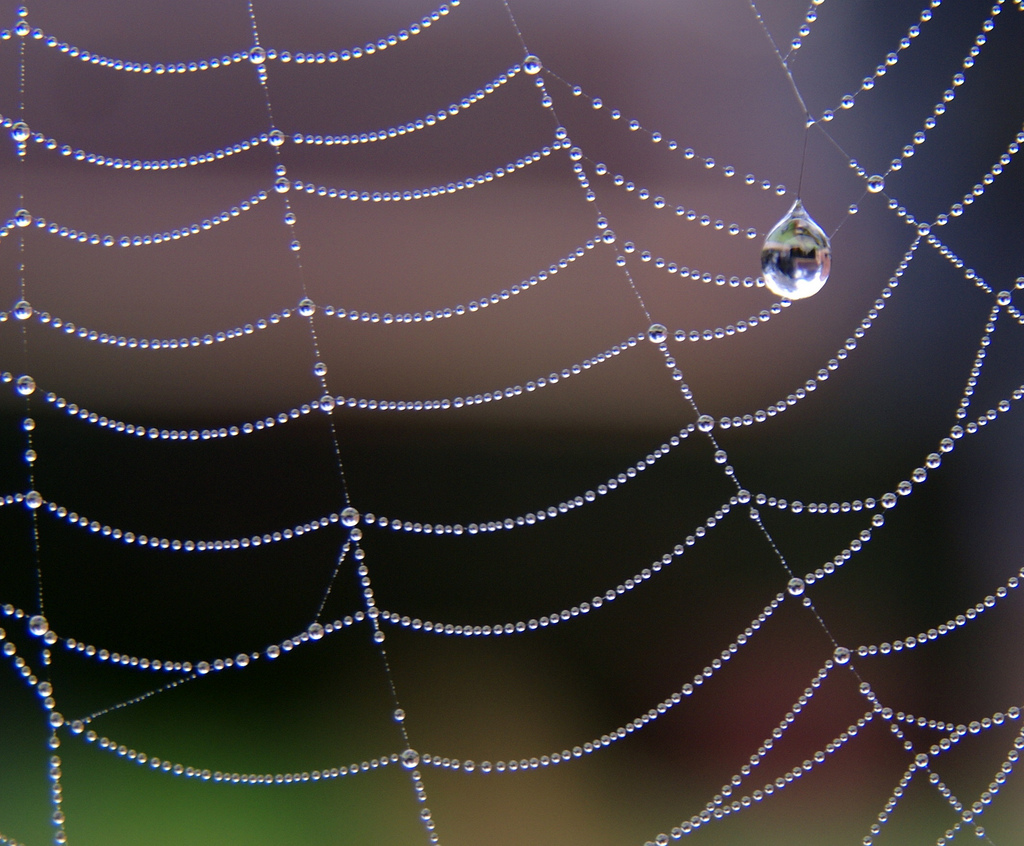
الحرير على نسج العنكبوت يشكل سلسلي مرن متعدد.

منحني السلسلة أو منحنى السلسلة أو منحني السليسلة (بالإنجليزية: Catenary)‏ في الفيزياء والهندسة الرياضية هو شكل هندسي نظري يتشكل عند تدلي سلسلة أو سلك عندما تكون طرفيها مثبتين في الأعلى وذلك تحت تأثير قوة الثقالة الأرضية (وزن الجسم المعلق).
منحنى السلسلة له شكل يشبه U، يشبه ظاهريًا قوس معماري مكافئ، لكنه ليس قطع مكافئ.
رياضيًّا، منحنى السلسلة هو الرسم البياني لدالة جيب التمام الزائدية. إن السطح الدوراني لمنحنى السلسلة، السطح السلسلي، هو سطح أصغري، وتحديداً سطح أصغري دوراني. تفترض السلسلة المعلقة شكلًا من أقل الطاقة الكامنة هو منحنى السلسلة. تمت دراسة الخصائص الرياضية لمنحنى سلسلي لأول مرة من قبل روبرت هوك في سبعينيات القرن السابع عشر، واستُخرجت معادلتها من قبل لايبنتس وهوغنس ويوهان بيرنولي عام 1691.
يستخدم منحنى السلسلة والمنحنيات ذات الصلة في الهندسة المعمارية والهندسة (على سبيل المثال، في تصميم الجسور والأقواس بحيث لا تؤدي القوى إلى لحظات الانحناء).

## الوصف الرياضي

منحنيات السلسلة بقيم انحناء مختلفة

### المعادلة العامة
تعطى معادلة شكل منحنى السلسلة بتابع جيب التمام للقطع الزائد بالشكل:
{\displaystyle y=a\cdot \cosh \left({x \over a}\right)={a \over 2}\cdot \left(e^{x/a}+e^{-x/a}\right)},
التي فيها
{\displaystyle a={\frac {T_{o}}{\lambda }}.}
حيث {\displaystyle T_{o}} هو المركبة الأفقية للشد (ثابت) وλ هي الوزن الطولي للجسم المعلق.

## هندسة معمارية
القوس السلسلي هو محل هندسي للنقط التي كل منها تحمل نفس الوزن من مجموع الوزن الكلي للقوس، ولهذا يُستخدم في إنشاء الهياكل المعمارية. الهياكل التي تُصنع بشكل سلسلي تعاني من قوة الشد فقط، كما يحدث في الحبال التي تدعم الجسور معلقه.
أو من قوة الضغط عندما الهيكل يبنى على شكل منعكس بالنسبة إلى خط افقي، كما هو الحال في هياكل القبب (على سبيل المثال قبة في سانت بول في لندن التي صممها روبرت هوك وفي الأقواس التي صممها لأول مرة المهندس الإسباني انطونيو كاودي. بعد ذلك أُستخدم القوس السلسلي في الهندسة المعمارية وفي بناء الجسور (على سبيل المثال في جسور مايلارت وفي السكك الحديدية لكارابيت).
كان يجب علينا الانتظار حتى القرن 19 للبدء برؤية امثلة في الغرب عن استخدام منحنى السلسلة في العمارة، أما في الشرق، كان استخدامه أكثر شيوعا في العمارة ا لإسلامية. مثال على ذلك مسجد قبة الصخرة في فلسطين. وحتى قبل ذلك، في شمال أفريقيا كانوا يبنون منازل مغطاة بقبة سلسلية 

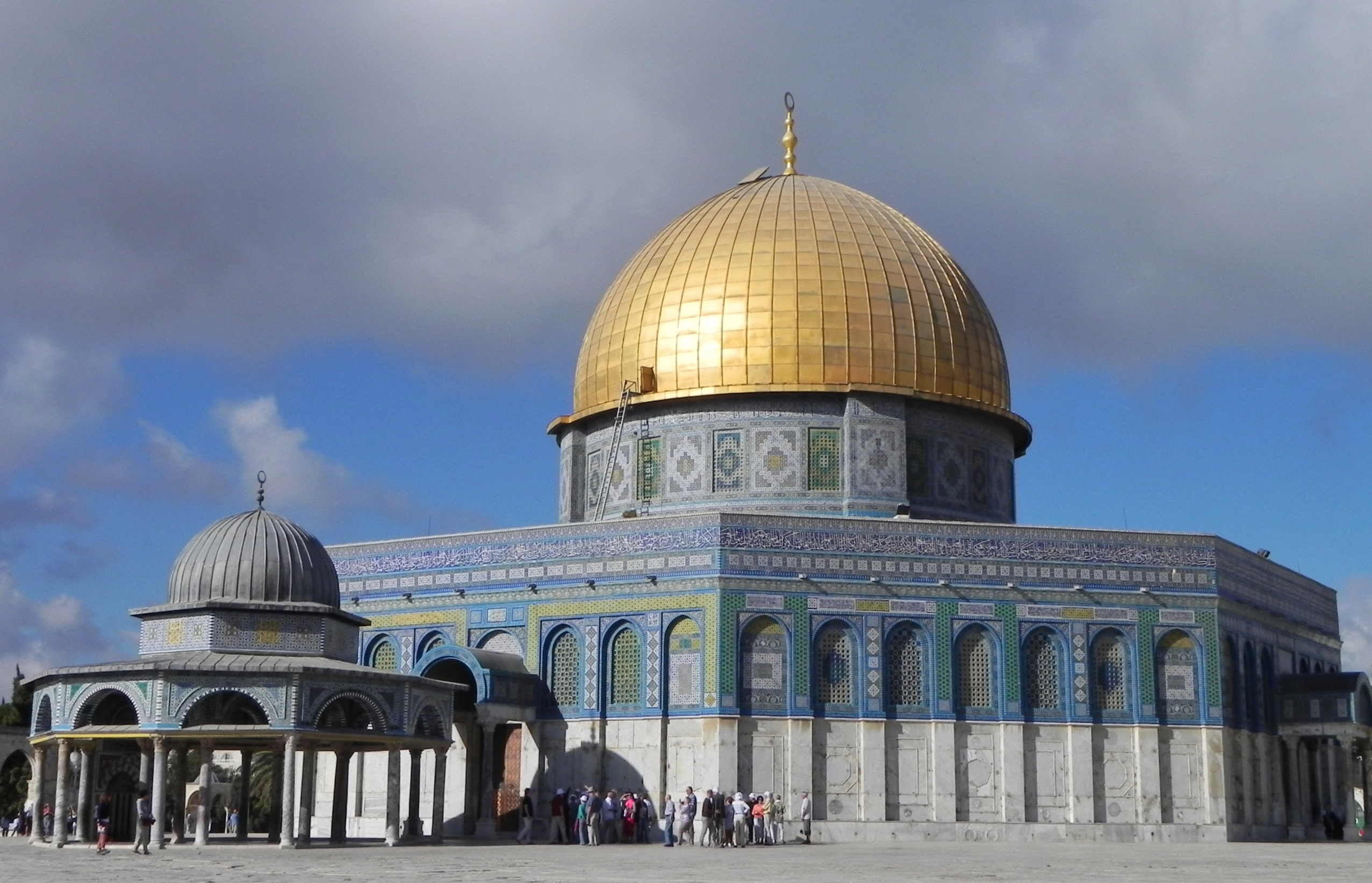
مسجد قبة الصخرة

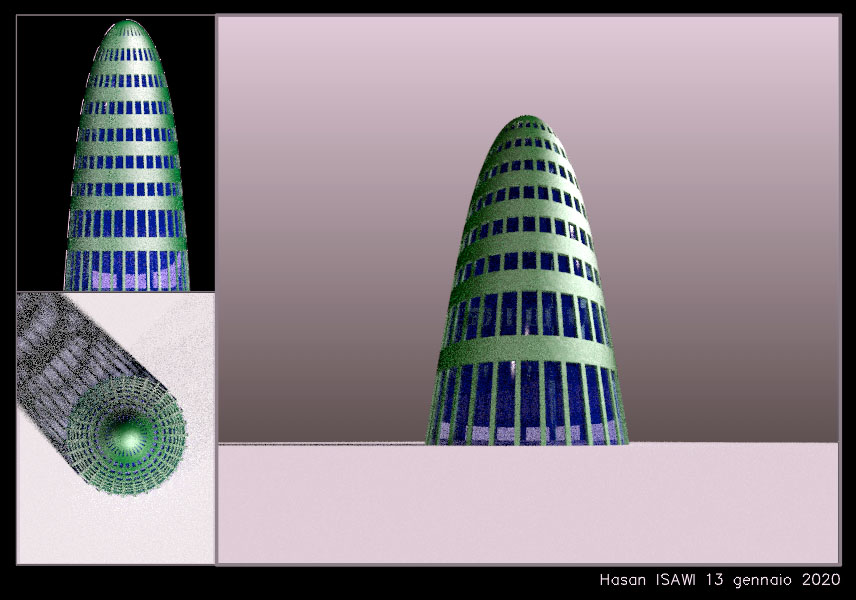
بناء سلسلي